# Kerttu Wanne
Kerttu Wanne, född 26 juli 1905 i Åbo, död 16 april 1963 i Åbo, var en finländsk violinist och författare

## Biografi
Wanne var dotter till handlanden Karl Konstantin Wanne och Irene Sofia Löflund. Som sexåring började Wanne att spela fiol och uppträdde med detta i skolåldern. Hon studerade fem år i samskola och därefter vid Helsingfors musikinstitut 1921-1923. Regelbundet uppträdde Wanne för den finländske presidenten och gav sin första konsert i hemstaden. Hon gjorde därefter studieresor till Berlin och Paris, alltmedan hon var konsertmästare för Åbos stadsorkester. Från 1928 gav Wanne konserter i hemlandet och i femton andra länder, förutom i Europa konserterade hon i USA, dit hon reste fyra gånger. I USA gjorde hon även fyra sånginspelningar 1939-1949, men gjorde även musikaliska inspelningar tillsammans med ackompanjatören Astrid Joutseno.
1946 tilldelades Kerttu Wanne Pro Finlandia-medaljen.

## Utmärkelser
- Finlands Röda Kors’ förtjänstmedalj i brons,  1941[4]
- Pro Finlandia-medaljen av Finlands Lejons orden,  1946[4]

[Redigera Wikidata]